# 5-hidroxitriptofano
5-hidroxitriptofano ou resumidamente, 5-HTP é um aminoácido natural, que tem ação semelhante ao triptofano, que é um precursor do neurotransmissor serotonina, proporcionando sensação de bem estar.
A falta de serotonina pode causar no organismo uma série de problemas tais como: instabilidade emocional, insônia, ansiedade e vontade exagerada de  comer.
Devido à conversão de 5-HTP em serotonina pelo fígado, há um risco significativo de doença de válvula do coração pois a serotonina afeta o coração. Na Europa, o 5-HTP é prescrito com "carbidopa" para prevenir a conversão de 5-HTP em serotonina até que alcance o cérebro.

## Ocorrência
Assim como o triptofano e a serotonina, o L-5-hidroxitriptofano é presente em diversos tipos de bananas, como também nas sementes da leguminosa do oeste africano Griffonia simplicifolia (feijão preto da África).

## Fabricação e obtenção
Para usos comerciais o L-5-hidroxitriptofano é extraido a partir da Griffonia simplicifolia, cujas sementes são ricas no aminoácido.

## Riscos
O uso de 5HTP + antidepressivos pode causar sindrome serotoninérgica, uma condição grave. A síndrome serotoninérgica apresenta-se como uma tríade de sintomas: mudança do status mental,
anormalidades neuromusculares e hiperatividade autonômica ].